# Pipturus papuanus
Pipturus papuanus är en nässelväxtart som beskrevs av L. S. Gibbs. Pipturus papuanus ingår i släktet Pipturus och familjen nässelväxter. Inga underarter finns listade i Catalogue of Life.